# Eugenia silvatica
Eugenia silvatica là một loài ruồi trong họ Tachinidae.